# Краснопавлівка
Краснопавлівка — селище в Україні, у Лозівській міській громаді Лозівського району Харківської області. Знаходиться за 30 км на північ від міста Лозова, за 120 км від обласного центру.
Населення — 7 тисяч осіб.

## Географічне розташування
Селище міського типу Краснопавлівка знаходиться на відстані 1 км від річки Орілька (лівий берег), до селища примикає село Браїлівка і на відстані 1 км знаходиться селище Нижня Краснопавлівка. По селищу протікають пересихаючі струмки з загатами. Через селище проходять автомобільна дорога Т 2107 і залізниця, станція Краснопавлівка.

## Походження назви
Існує дві версії походження назви селища. Згідно з першою, серед робітників, що працювали над спорудженням станції був дуже гарний (тобто «красний» — красивий) робітник Павло. Згідно з другою версією — від прізвища Краснопавлов.

## Історія
Село Краснопавлівка було засноване в 1868 році, у період будівництва Курсько-Харківсько-Азовської залізниці.
Станом на 1886 рік у селі Артельської волості Павлоградського повіту Катеринославської губернії мешкало 347 осіб, налічувалось 62 дворових господарства, існували православна церква, школа, 3 лавки та постоялий двір, відбувався щорічний ярмарок.
В 1972 році село отримало статус селища міського типу.
12 червня 2020 року, відповідно до Розпорядження Кабінету Міністрів України  № 725-р «Про визначення адміністративних центрів та затвердження територій територіальних громад Харківської області», увійшло до складу Лозівської міської громади.
17 липня 2020 року, в результаті адміністративно-територіальної реформи та ліквідації колишнього Лозівського району (1923—2020), увійшло до складу новоутвореного Лозівського району Харківської області.

## Населення

### Мова
Розподіл населення за рідною мовою за даними :
| Мова            | Кількість | Відсоток |
| --------------- | --------- | -------- |
| українська      | 5819      | 74.34%   |
| російська       | 1980      | 25.29%   |
| німецька        | 2         | 0.03%    |
| польська        | 1         | 0.01%    |
| білоруська      | 1         | 0.01%    |
| вірменська      | 1         | 0.01%    |
| румунська       | 1         | 0.01%    |
| інші/не вказали | 23        | 0.30%    |
| Усього          | 7828      | 100%     |

## Економіка
- Краснопавлівський комбінат хлібопродуктів, ЗАТ;
- Краснопавлівський молокозавод, АТЗТ;
- «Доц», МП;
- Комунальне підприємство «Тепловодосервіс»;
- Комплекс водопідготовки «Дніпро» відокремленого підрозділу КП «Харківводоканал»;
- Краснопавлівська дільниця Управління каналу Дніпро Донбас.

## Об'єкти соціальної сфери
- Комунальний заклад "Краснопавлівський заклад дошкільної освіти (ясла-садок) «Оленка»;
- Комунальний заклад «Краснопавлівський ліцей»;
- Краснопавлівська дитяча музична школа;
- Лікарня;
- Краснопавлівський народний краєзнавчий музей;
- Центр «Дім на півдороги», який заснувала Всеукраїнська благодійна організація «Конвіктус Україна» — єдиний безкоштовний та нерелігійний заклад в Україні для надання соціальних, психологічних, юридичних, освітніх послуг особам, звільненим з місць позбавлення волі, та їх тимчасового перебування.[6]

## Пам'ятки
- Краснопавлівське водосховище
- Свято-Вознесенський храм

## Видатні люди
- Волошин Валерій Євгенійович — директор ТОВ «Інтерфлотпродукт».
- Гнатюк Галина Макарівна (дружина відомого українського співака Дмитра Гнатюка) — доктор філологічних наук, провідний науковий співробітник інституту мовознавства академії наук України, лауреат Державної премії СРСР в галузі науки (за участь у створенні 11-томного словника української мови).
- Каулько Євген Іванович — заслужений журналіст України, колишній головний редактор Харківської обласної газети «Слобідський край».
- Литвин Юрій Васильович — Заслужений журналіст України, колишній головний редактор газети «Голос Лозівщини».
- Садовничий Віктор Антонович — математик, ректор Московського державного університету імені М. В. Ломоносова, дійсний член Російської Академії наук, почесний доктор, професор і член 30 університетів і наукових об'єднань, автор сотень наукових робіт, володар найвищих наукових премій. 2022 році він ініціював звернення на підтримку війни Росії проти України. 20 вересня Харківська обласна рада позбавила В.А. Садовничого звання «Почесний громадянин Харківської області». 97 голосів «ЗА».
- Скотаренко Віталій Семенович — кандидат технічних наук, уперше в Радянському Союзі розробив технологію, створив і запровадив у виробництво обладнання для виготовлення високоякісного горизонтального лиття. Має понад 30 винаходів, нагороджений Великою Золотою медаллю ВДНГ, лауреат премії Ради Міністрів СРСР.
- Жичиков Максим Сергійович - футболіст, захисник харківського «Металіста 1925». Виступав за молодіжну та юнацькі збірні України.